# Superliqa 2017-2018 (pallavolo femminile)
La Superliqa 2017-2018, 27ª edizione della massima serie del campionato azero di pallavolo femminile, si è svolta dal 26 dicembre 2017 al 15 aprile 2018: al torneo hanno partecipato quattro squadre di club azere e la vittoria finale è andata per la settima volta all'Azərreyl.

## Regolamento

### Formula
Le squadre hanno disputato un girone all'italiana, con gare di andata e ritorno, per un totale di dodici giornate.

### Criteri di classifica
Se il risultato finale è stato di 3-0 o 3-1 sono stati assegnati 3 punti alla squadra vincente e 0 a quella sconfitta, se il risultato finale è stato di 3-2 sono stati assegnati 2 punti alla squadra vincente e 1 a quella sconfitta.
L'ordine del posizionamento in classifica è stato definito in base a:
- Numero di partite vinte;
- Punti;
- Ratio dei set vinti/persi;
- Ratio dei punti realizzati/subiti;
- Risultati degli scontri diretti.

## Squadre partecipanti
| Club           | Città | Palazzetto | Stagione precedente |
| -------------- | ----- | ---------- | ------------------- |
| Abşeron        | Baku  | ?          | -                   |
| Azərreyl       | Baku  | ?          | 2ª in Superliqa     |
| FVA            | Baku  | ?          | -                   |
| Lokomotiv Baku | Baku  | ?          | 4ª in Superliqa     |

## Torneo

### Risultati
| Prima giornata |                         |     |                     |
|                |                         |     |                     |
| 26-12          | Azərreyl-Lokomotiv Baku | 3-0 | 25-21, 25-10, 25-13 |
| 18-01          | Abşeron-FVA Baku        | 3-0 | 25-19, 25-18, 25-16 |

| Seconda giornata |                        |     |                     |
|                  |                        |     |                     |
| 26-01            | Lokomotiv Baku-Abşeron | 0-3 | 21-25, 17-25, 19-25 |
| 26-01            | FVA-Azərreyl           | 0-3 | 23-25, 19-25, 13-25 |

| Terza giornata |                    |     |                            |
|                |                    |     |                            |
| 02-02          | Lokomotiv Baku-FVA | 0-3 | 12-25, 19-25, 14-25        |
| 02-02          | Abşeron-Azərreyl   | 1-3 | 26-24, 12-25, 15-25, 19-25 |

| Quarta giornata |                        |     |                     |
|                 |                        |     |                     |
| 09-02           | Abşeron-Lokomotiv Baku | 3-0 | 25-22, 25-19, 25-13 |
| 09-02           | FVA-Azərreyl           | 0-3 | 19-25, 22-25, 17-25 |

| Quinta giornata |                         |     |                     |
|                 |                         |     |                     |
| 16-02           | Lokomotiv Baku-Azərreyl | 0-3 | 14-25, 15-25, 21-25 |
| 16-02           | Abşeron-FVA             | 3-0 | 25-15, 25-15, 25-18 |

| Sesta giornata |                    |     |                     |
|                |                    |     |                     |
| 02-03          | Azərreyl-Abşeron   | 3-0 | 25-19, 25-16, 25-19 |
| 02-03          | FVA-Lokomotiv Baku | 3-0 | 25-15, 25-13, 25-16 |

| Settima giornata |                        |     |                            |
|                  |                        |     |                            |
| 09-03            | Azərreyl-FVA           | 3-1 | 25-11, 21-25, 25-16, 25-21 |
| 09-03            | Lokomotiv Baku-Abşeron | 0-3 | 11-25, 10-25, 17-25        |

| Ottava giornata |                         |     |                                   |
|                 |                         |     |                                   |
| 13-03           | FVA-Abşeron             | 3-2 | 18-25, 25-21, 20-25, 25-21, 15-12 |
| 13-03           | Azərreyl-Lokomotiv Baku | 3-0 | 25-16, 25-19, 25-18               |

| Nona giornata |                    |     |                            |
|               |                    |     |                            |
| 02-04         | Abşeron-Azərreyl   | 1-3 | 19-25, 25-21, 26-28, 18-25 |
| 02-04         | Lokomotiv Baku-FVA | 0-3 | 17-25, 17-25, 29-31        |

| Decima giornata |                        |     |                     |
|                 |                        |     |                     |
| 05-04           | FVA-Azərreyl           | 0-3 | 10-25, 19-25, 24-26 |
| 05-04           | Abşeron-Lokomotiv Baku | 3-0 | 25-15, 25-11, 25-15 |

| Undicesima giornata |                         |     |                            |
|                     |                         |     |                            |
| 13-04               | Abşeron-FVA             | 3-1 | 25-23, 20-25, 25-11, 25-18 |
| 13-04               | Lokomotiv Baku-Azərreyl | 0-3 | 12-25, 11-25, 18-25        |

| Dodicesima giornata |                    |     |                            |
|                     |                    |     |                            |
| 15-04               | Azərreyl-Abşeron   | 1-3 | 25-12, 22-25, 21-25, 15-25 |
| 15-04               | FVA-Lokomotiv Baku | 1-3 | 18-25, 23-25, 25-14, 21-25 |

### Classifica
| Pos. | Squadra        | Pt | G  | V  | P  | SV | SP | Ratio | PF | PS | Ratio |
| ---- | -------------- | -- | -- | -- | -- | -- | -- | ----- | -- | -- | ----- |
| 1.   | Azərreyl       | 33 | 12 | 11 | 1  | 34 | 6  | 5.666 | -  | -  | -     |
| 2.   | Abşeron        | 25 | 12 | 8  | 4  | 28 | 14 | 2.000 | -  | -  | -     |
| 3.   | FVA            | 11 | 12 | 4  | 8  | 15 | 26 | 0.576 | -  | -  | -     |
| 4.   | Lokomotiv Baku | 3  | 12 | 1  | 11 | 3  | 34 | 0.088 | -  | -  | -     |

## Classifica finale
| Pos                    | Squadra        | Qualificazione        |
| ---------------------- | -------------- | --------------------- |
| Azerbaigian (bandiera) | Azərreyl       | Challenge Cup 2018-19 |
| 2                      | Abşeron        |                       |
| 3                      | FVA            |                       |
| 4                      | Lokomotiv Baku |                       |